# Det Samfundsvidenskabelige Fakultet (Aarhus Universitet)
 For alternative betydninger, se Det Samfundsvidenskabelige Fakultet. (Se også artikler, som begynder med Det Samfundsvidenskabelige Fakultet)
Det Samfundsvidenskabelige Fakultet ved Aarhus Universitet er universitetets største fakultet. Det beskæftiger sig med forskning, uddannelse og formidling indenfor økonomi, erhvervsøkonomi, jura, statskundskab/samfundsfag og psykologi. Siden 2007 har fakultetet desuden udbudt en række erhvervsøkonomiske uddannelser ved Institut for Forretningsudvikling og Teknologi i Herning. Samlet har fakultetet 7.500 studerende og beskæftiger omkring 400 videnskabelige medarbejdere.

## Historie
Fakultetets historie går tilbage til 1936, hvor Det Økonomiske og Juridiske Fakultet bliver etableret. Fakultetet forsker og underviser kun i de to fag frem til 1959, hvor Institut for Statskundskab oprettes. Psykologisk Institut kommer til i 1968, og året efter skifter fakultetet navn til det mere dækkende Det Samfundsvidenskabelige Fakultet.
Fakultetets første forskningscenter, Center for Rusmiddelforskning, ser dagens lys i 1993. Syv år senere, i 2000, kommer Center for Registerforskning til. Centret er i sine første fem år finansieret af Danmarks Grundforskningsfond. I 2003 oprettes den pædagogiske forsknings- og udviklingsenhed Center for Læring og Uddannelse.
Efter at have haft til huse ved Aarhus Universitetshospital, Risskov siden grundlæggelsen, flytter Psykologisk Institut til Nobelparken i 2004 og kommer således tættere på fakultetets øvrige adresser i Universitetsparken.
Dansk Center for Forskningsanalyse oprettes samme år som et center ved Det Samfundsvidenskabelige Fakultet. Året efter kommer Center for Registerforskning under fakultetet. Udbuddet af erhvervsøkonomiske uddannelser øges betragteligt, da Handels- og IngeniørHøjskolen i Herning bliver en del af Aarhus Universitet i 2007.

## Institutter og centre
| Institutter - Institut for Økonomi (oprettet i 1936) - Juridisk Institut (oprettet i 1936) - Institut for Statskundskab - Psykologisk Institut | Forskningscentre - Center for Rusmiddelforskning - Center for Registerforskning - Dansk Center for Forskningsanalyse - Center for Læring og Uddannelse |